# Sphecodes dusmeti
Sphecodes dusmeti är en biart som beskrevs av Blüthgen 1924. Sphecodes dusmeti ingår i släktet blodbin, och familjen vägbin. Inga underarter finns listade i Catalogue of Life.